# Даулбаев, Адильбек Кулынтаевич
Адильбек Кулынтаевич Даулбаев (каз. Әділбек Құлынтайұлы Дауылбаев; род. 24 декабря 1964, с. Таучик, Тюб-Караганский район, Гурьевская область, Казахская ССР).

## Образование
В 1988 году окончил Алма-Атинский строительный техникум по специальности «промышленно-гражданское строительство».
В 2004 году — Казахскую академию транспорта и коммуникации имени М. Тынышбаева, имеет квалификацию инженера-строителя.
Женат, трое детей.

## Трудовая деятельность
Свою трудовую деятельность начал в 1981 году рабочим Мангистауского ЖЭУ в поселке Шетпе Мангистауского района.
В 1988-1989 годах работал плотником, контролером, мастером в тресте «Мангистаунефтестрой» г. Жанаозен.
В 1989-1991 годах — мастер «Кзылтуранского карьера» в Шетпе Мангистауского района.
С 1991 по 1993 год — мастер Мангистауского ЖЭУ в Шетпе Мангистауского района.
С 1993-1994 год — монтажник 5 разряда участка № 9 месторождения Каламкас.
В 1994-2000 годах занимал должности мастера, прораба ТОО «Мангистаумунай жолдары» в Актау.
С 2000 по 2001 год — начальник строительного участка ТОО «Жолсервис» г. Жанаозен.
С июля 2001 по март 2002 года — заместитель директора Мангистауской областной государственной архитектурно-строительной инспекции, г. Актау.
С марта 2002 года по декабрь 2004 года работал ведущим специалистом территориального Управления архитектурно-строительного контроля и лицензирования Мангистауской области, г. Актау.
С января 2005 года — ведущий специалист, главный специалист, начальник отдела, затем и. о. начальника Управления государственного архитектурно-строительного контроля Мангистауской области.
С 2006 по 2009 год — начальник Управления государственного архитектурно-строительного контроля Мангистауской области, г. Актау.
С июля 2009 года занимал должность акима Каракиянского района Мангистауской области.
С 2017 по 2019 год — аким города Жанаозен.

## Награды
- Медаль «20 лет независимости Республики Казахстан» (2011)
- Медаль «За трудовое отличие» (Казахстан) (2017)